# Supposé
Supposé (Eigenschreibweise supposé) ist ein unabhängiger deutscher Verlag für Audiopublikationen mit Sitz in Wyk auf Föhr. Er wurde 1996 von Klaus Sander in Köln gegründet und wird seither von ihm betrieben.

## Geschichte und Programm

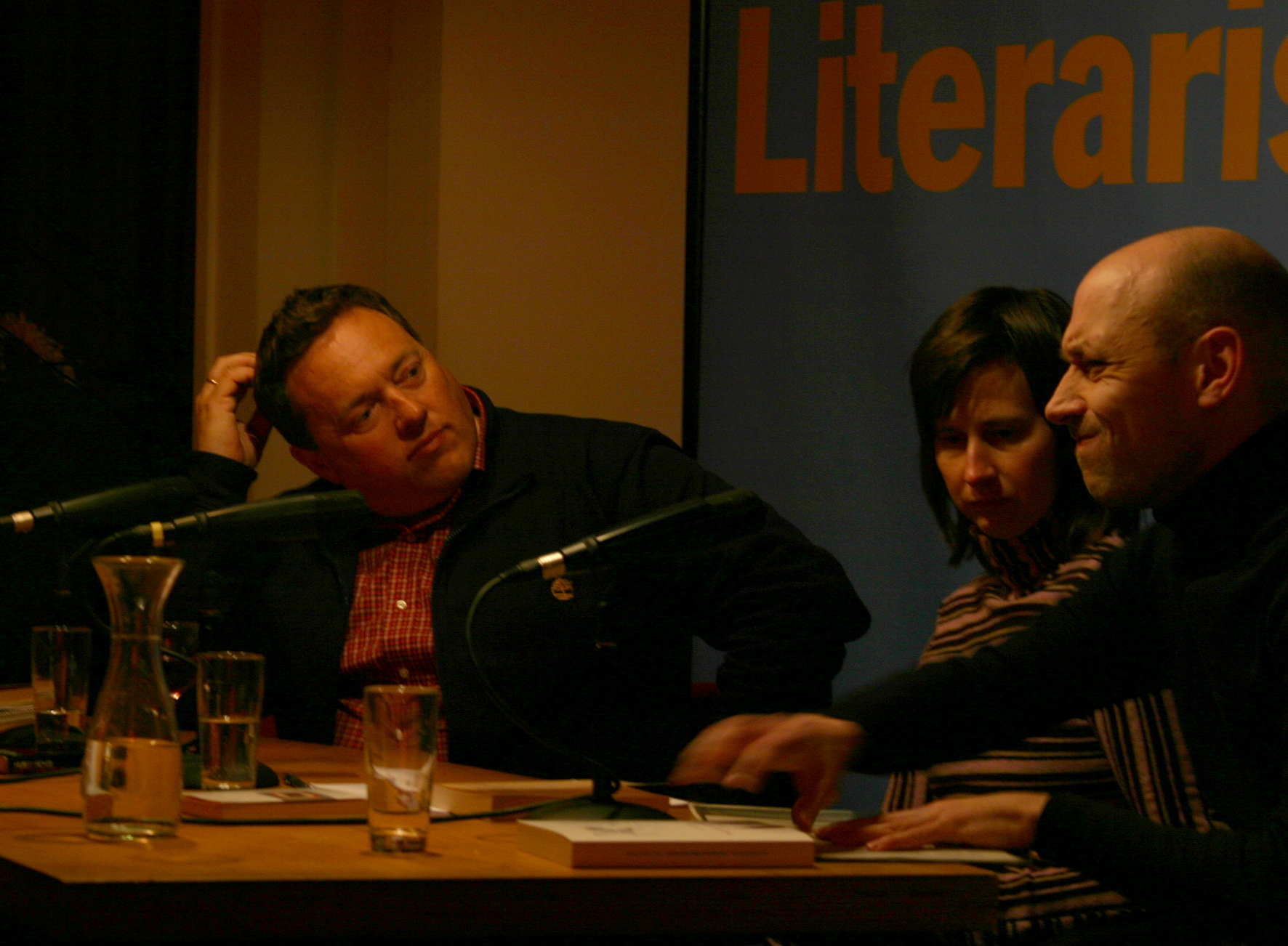
Verlagsgründer Klaus Sander (rechts) mit Thomas Meinecke und Kathrin Röggla (2006)

Der Verlagsname geht auf eine Redewendung des Philosophen Vilém Flusser zurück, der viele seiner Vorträge eröffnete mit „supposé que“ (frz.), „suppose that“ (engl.) oder „angenommen, dass“ (dt.). Klaus Sander hörte Flusser während des Studiums. Nach Flussers Unfalltod am 27. November 1991 arbeitete Sander am  Nachlass. Gemeinsam mit der Witwe Edith Flusser und anderen Personen baute er das Vilém Flusser Archiv in Den Haag auf, das sich jetzt an der Universität der Künste in Berlin befindet. Sander war von Flussers Art des freien Vortrags fasziniert und wollte dies für eine nachwachsende Generation festhalten. So gründete er für die Veröffentlichung von Flussers letztem erhaltenen Tondokument einen Verlag und nannte diesen supposé.
Nach eigenen Aussagen war ihm hierdurch plötzlich bewusst geworden, „dass es Menschen gibt, die sich lieber mündlich als schriftlich ausdrücken“ und insbesondere in der Welt der Naturwissenschaften fand er hierfür zahlreiche Beispiele. Da gesprochene Sprache jedoch anders funktioniere als geschriebene Sprache, bedürfe diese auch einer anderen, ihr adäquaten Form. Dementsprechend sei der programmatische Ansatz des Verlages „die Entwicklung und Etablierung einer eigenständigen Kunst- und Publikationsform für das gesprochene Wort und die mündliche Erzählung“.
Stand zu Beginn der Tätigkeit die Edition historischer Originaltonaufnahmen aus den Bereichen Wissenschaft, Philosophie, Literatur und Kunst im Vordergrund, so kamen bald schon eigene Produktionen mit zeitgenössischen Forschern und Denkern hinzu, die seither den Schwerpunkt des Programms ausmachen.
Unter den historischen Editionen mit gesammelten Tondokumente finden sich die Stimmen zahlreicher großer Forscherpersönlichkeiten wie Albert Einstein, Max Planck, Erwin Schrödinger, Lise Meitner, Werner Heisenberg, Max Delbrück, Konrad Lorenz oder Karl von Frisch, aber auch Philosophen und Schriftsteller wie Vilém Flusser, Paul Feyerabend, Gotthard Günther, René König, Gershom Scholem, E. M. Cioran, Konrad Bayer oder Hubert Fichte, sowie der Komponist Arnold Schönberg.
Das eigentliche Markenzeichen von supposé sind die ohne Textvorlage oder Manuskript entstandenen Audio-Erzählungen. Diese basieren auf Interviews und Gesprächen, die Klaus Sander allein oder gemeinsam mit Co-Regisseuren führt und die anschließend zu kohärenten Erzählungen zusammengeschnitten werden. Die Fragen und Gesprächsbeiträge der Produzenten sind auf den Endfassungen nicht zu hören. Die Erzähler und Erzählerinnen berichten zumeist über die Geschichte und Faszination ihres Fachgebiets, ihre eigenen Forschungen, aber auch über ihr Leben und ihren (Forscher-)Alltag. Sie sind immer auch als Porträts der Protagonisten konzipiert.
Nach diesem Verfahren entstanden etwa Produktionen mit dem Chaosforscher Otto E. Rössler, dem Hirnforscher Wolf Singer, dem Informatiker Joseph Weizenbaum, dem Ornithologen Peter Berthold, dem Literaturwissenschaftler Friedrich Kittler, dem Sprachpsychologen Ernst von Glasersfeld, dem Bioniker Werner Nachtigall, dem Quantenphysiker Anton Zeilinger, der Politikwissenschaftlerin Gesine Schwan, dem Wissenschaftshistoriker Ernst Peter Fischer, dem Immunologen Stefan H. E. Kaufmann, dem Neurophysiologen Hanns Hatt, dem Bienenforscher Jürgen Tautz, dem Klimaforscher Mojib Latif, dem Evolutionsbiologen Axel Meyer, der Virologin Karin Mölling, dem Neuropsychologen Hinderk M. Emrich, dem Krebsforscher Harald zur Hausen, dem Feuerökologen Johann Georg Goldammer, der Widerstandskämpferin Käthe Sasso, den Schriftstellern Peter Kurzeck, Herta Müller, Dieter Wellershoff, Kristín Steinsdóttir, Willi Fährmann, Ulrike Draesner und Thomas Hürlimann, den Gedächtnisforschern Aleida und Jan Assmann, den Skandinavisten Klaus von See, Julia Zernack, Arnulf Krause und Heiko Uecker, den Höhlenforschern Stephan Kempe, Herbert W. Franke und Andreas Pflitsch, dem Entwicklungsbiologen Walter J. Gehring, dem Paläoanthropologen Friedemann Schrenk, dem Weinbauforscher Hans Reiner Schultz, dem Sprachwissenschaftler Ernst Kausen, dem Philosophen Dieter Henrich, dem Extremschwimmer André Wiersig, dem Meeresbiologen Karsten Reise und vielen anderen.
In der allgemeinen Rezeption werden die Veröffentlichungen von supposé meist als „Hörbücher“ bezeichnet. Der Verlag selbst verzichtet auf diesen Begriff und spricht stattdessen von „Audio-Editionen“, „Erzählungen“ oder „Audioporträts“. Klaus Sander sieht sein Produktionsverfahren methodisch eher in der Verwandtschaft zum Dokumentarfilm als zum Hörbuch.
Im März 2004 wurde supposé innerhalb weniger Tage mit dem Deutschen Hörbuchpreis sowie dem Förderpreis der Kurt-Wolff-Stiftung ausgezeichnet. Die Verleihung des Deutschen Hörbuchpreises erfolgte dabei in der erstmals vergebenen Kategorie „Das besondere Hörbuch“ für das Gesamtprogramm. Laudator Fritz Pleitgen bezeichnete die Edition als „eine akustische Bibliothek modernen Denkens“.
Die damalige Staatsministerin für Kultur Christina Weiss hob in ihrer Laudatio bei der Verleihung des Kurt-Wolff-Preises „die erotische Komponente“ der authentischen Stimmen hervor: „Man hört Leute in eigener Sache reden und nicht nur als die mehr oder minder geschickten Reproduzenten schon vorhandener Texte.“
Spätestens mit der 2007 erschienenen 4-CD-Box Ein Sommer, der bleibt, auf der der Schriftsteller Peter Kurzeck das Dorf seiner Kindheit erzählt, hat Klaus Sander sein bislang weitgehend mit Wissenschaftlern und Philosophen entwickeltes Produktionsverfahren der freien Erzählung auch für die Literatur angewandt. Herausgekommen ist, laut Verlag, „ein Roman, der ausschließlich in akustischer Form existiert“. Diese Publikation rief ein immenses Presseecho hervor. So sprach etwa der Literaturkritiker Hubert Winkels in der Wochenzeitung Die Zeit von einem „literaturhistorischen Ereignis“ und der „Geburt einer neuen Gattung“, sein Kollege Denis Scheck von einem „der spannendsten literarischen Projekte der Gegenwart“. Andere Journalisten sahen in Ein Sommer, der bleibt „das erste Hörbuch im eigentlich Sinne“ (Stern), den „Meilenstein in der noch jungen Geschichte des Hörbuchs“ (rbb radio eins) oder auch „ein faszinierendes Gesamtkunstwerk“ (Der Spiegel). Im Januar 2009 wurde die Produktion von der hr2-Hörbuchbestenliste als „Hörbuch des Jahres 2008“ ausgezeichnet.
2008 wählte die Zeitschrift Cicero das Ein-Mann-Unternehmen in ihre Liste der 20 wichtigsten Verlage in Deutschland. Im selben Jahr erschien die Produktion Was tun gegen Krebs? mit dem Krebsforscher Harald zur Hausen, der wenige Wochen später mit dem Nobelpreis für Physiologie und Medizin ausgezeichnet wurde. Dieses Kunststück gelang supposé ein Jahr später erneut: Die Produktion Die Nacht ist aus Tinte gemacht mit der Schriftstellerin Herta Müller erschien 2009 ebenfalls nur wenige Wochen vor Bekanntgabe des Nobelpreises für Literatur.
Als „Hörbuch des Jahres“ ausgezeichnet wurde auch die 2014 erschienene CD Ans Ende kommen, worauf der Kölner Schriftsteller Dieter Wellershoff (zum Zeitpunkt der Aufnahme 88 Jahre alt), aus dem Gespräch mit Thomas Böhm und Klaus Sander heraus, über Altern und Sterben nachdenkt und erzählt.
Im Oktober 2019 wurde supposé mit dem erstmals verliehenen Deutschen Verlagspreis ausgezeichnet. Am 18. Mai 2020 gab Kulturstaatsministerin Monika Grütters bekannt, dass supposé auch zu den Preisträgern des Deutschen Verlagspreises 2020 zählt.
Am 26. Mai 2021 erhielt die supposé-Produktion Einsiedeln den Deutschen Hörbuchpreis 2021 in der Kategorie „Beste Unterhaltung“. Darin erzählt der Schweizer Schriftsteller Thomas Hürlimann frei sprechend, ohne Manuskriptvorlage den beiden Regisseuren Klaus Sander und Joachim Leser von seiner Internatszeit im Benediktinerkloster.
Am 21. Dezember 2022 gab der Preis der deutschen Schallplattenkritik e.V. Klaus Sander als einen seiner drei Ehrenpreis-Träger des Jahres 2023 bekannt. In der Jurybegründung heißt es, Sander sei "Verleger enthusiasmierender Gesamtkunstwerke, der mit seinen Hörbüchern hochreflektierte Gedankenreisen ermöglicht".

## Auszeichnungen (Auswahl)
- 2004: Deutscher Hörbuchpreis[6]
- 2004: Förderpreis der Kurt-Wolff-Stiftung
- 2009: Hörbuch des Jahres 2008 (Ein Sommer, der bleibt)
- 2015: Hörbuch des Jahres 2014 (Ans Ende kommen)
- 2019: Deutscher Verlagspreis
- 2020: Deutscher Verlagspreis
- 2021: Deutscher Hörbuchpreis (Einsiedeln)[18]
- 2022: Deutscher Verlagspreis
- 2023: Ehrenpreis der deutschen Schallplattenkritik
- 2023: Deutscher Verlagspreis

## Ausstellungen
- supposé and friends. [sonic]square #3, Kaaitheaterstudio's, Brüssel, Februar/März 2002
- Ritter/Zamet invites supposé. London, Gallery Ritter/Zamet, 8. September bis 1. Oktober 2005[20]